# Italian Carnaval 2
Italian Carnaval 2 è un album dei Tukano, pubblicato nel 1987 da Duck Record in formato LP e musicassetta e distribuito da Dischi Ricordi.

## L'album
L'album si propone come reinterpretazione del precedente Italian Carnaval 2 - Sanremo Dance pubblicato nel 1985 ed interpretato dagli Italian Disco Dance, formazione composta da Enzo Parise, Beba Barone e Carlo Cori.
L'album, pur presentando una copertina, una tracklist ed uno stile musicale pressoché quasi identici all'album sopraccitato, differisce sostanzialmente per gli arrangiamenti e per le interpretazioni vocali curati da Riccardo Zara.
Dal 1988 l'album inizierà ad essere pubblicato anche in formato compact disc. 
Nel 1989 la Ricordi ristampa l'album nella collana economica Orizzonte. 
Attualmente l'album è in vendita in formato mp3 in formato digitale.
Il filo conduttore musicale del disco è la storia del Festival di Sanremo, ripercorsa all'indietro attraverso un carosello delle canzoni che nel corso dei decenni sono divenute un classico ed un simbolo della manifestazione canora. I brani non sono cantati per intero e sono tutti uniti tra loro in due lunghi medley in chiave italo disco.

## Tracce
Lato A
1. Sanremo Flash – 18:01 (Riccardo Zara)

Durata totale: 18:01
Lato B
1. Sanremo Flash – 19:08 (Riccardo Zara)

Durata totale: 19:08

## Crediti
- Voci soliste e corali: Tukano
- Voci corali: Riccardo Zara
- Produzione: Bruno Barbone
- Arrangiamenti: Riccardo Zara